# Gare centrale de Tbilissi
La gare centrale de Tbilissi (en géorgien : თბილისის ცენტრალური სადგური) est la principale gare ferroviaire géorgienne, située dans la capitale, Tbilissi.

## Histoire

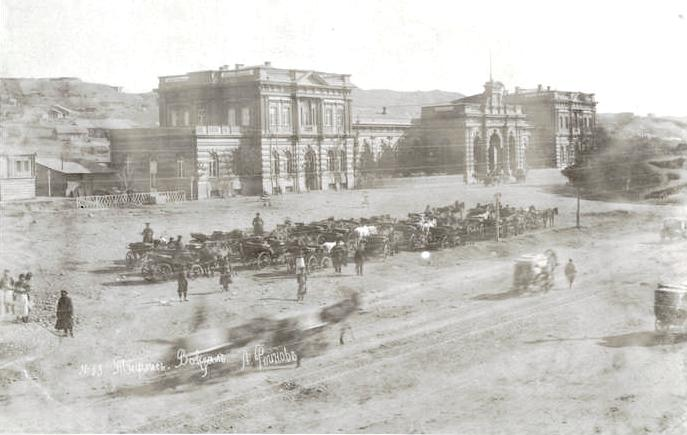
La gare dans les années 1870.

En 1872, la première liaison ferroviaire relie Tbilissi et Poti.
En 1940, le bâtiment d'origine est démoli et remplacé par un édifice de type stalinien, lui-même démoli au début des années 1980 et remplacé par un édifice brutaliste.

### Accueil

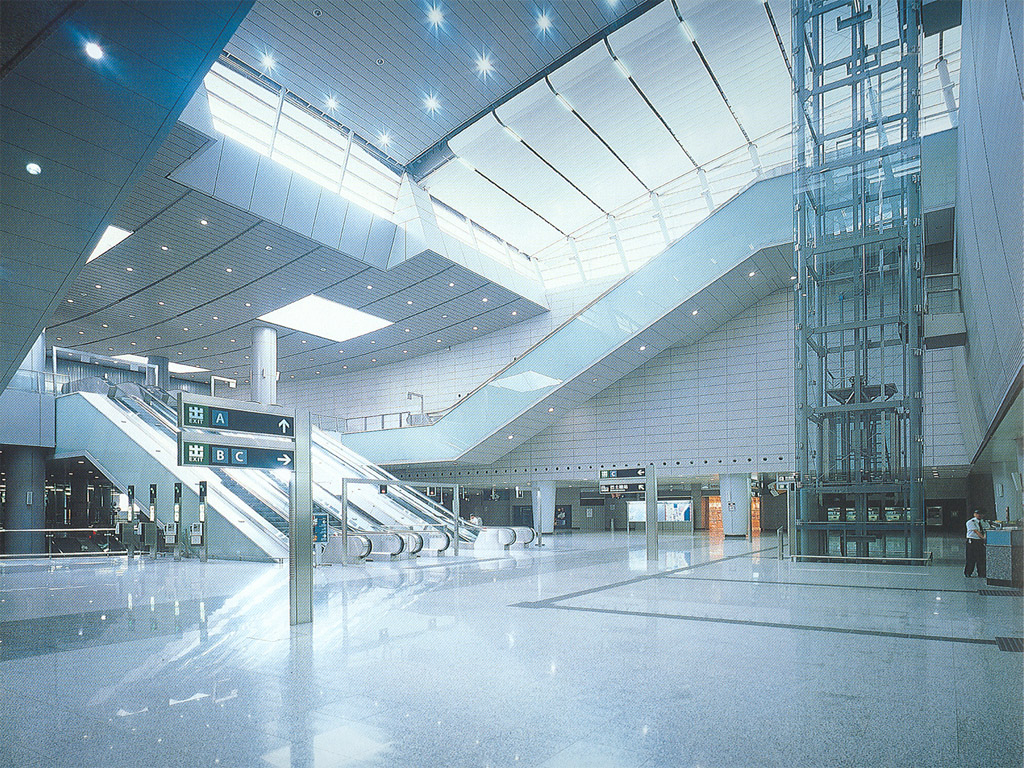
Intérieur de la gare en 2007.

## Service des voyageurs

### Desserte
Trains internationaux :
| Départ   | Arrivée | Rotations par semaine |
| -------- | ------- | --------------------- |
| Tbilissi | Bakou   | Tous les jours        |
| Tbilissi | Erévan  | 3 ou 4 fois           |

Trains nationaux (trains de nuit) :
| Départ   | Arrivée    | Rotations par semaine |
| -------- | ---------- | --------------------- |
| Tbilissi | Zougdidi   | Tous les jours        |
| Tbilissi | Ozourguéti | Tous les jours        |

Trains nationaux (rapides) :
| Départ   | Arrivée                | Rotations par semaine |
| -------- | ---------------------- | --------------------- |
| Tbilissi | Ozourguéti             | Tous les jours        |
| Tbilissi | Koutaïssi (Station I)  | Tous les jours        |
| Tbilissi | Batoumi (Makhinjaouri) | Tous les jours        |
| Tbilissi | Batoumi (Makhinjaouri) | Tous les jours        |
| Tbilissi | Batoumi (Makhinjaouri) | Tous les jours        |
| Tbilissi | Zougdidi               | Tous les jours        |
| Tbilissi | Poti                   | Tous les jours        |

Trains nationaux (électriques) :
| Départ   | Arrivée             | Rotations par semaine |
| -------- | ------------------- | --------------------- |
| Tbilissi | Nikozi (Tskhinvali) | Tous les jours        |
| Tbilissi | Sadakhlo            | Tous les jours        |
| Tbilissi | Bordjomi            | Tous les jours        |
| Tbilissi | Koutaïssi I         | Tous les jours        |
| Tbilissi | Bordjomi            | Tous les jours        |
| Tbilissi | Zougdidi            | Tous les jours        |

Trains régionaux :
| Départs  | Arrivée                | Rotations par semaine |
| -------- | ---------------------- | --------------------- |
| Tbilissi | Gardabani              | Tous les jours        |
| Tbilissi | Gardabani              | Tous les jours        |
| Tbilissi | Aéroport international | Tous les jours        |
| Tbilissi | Aéroport international | Tous les jours        |

### Intermodalité
Les deux lignes du métro de Tbilissi ont leur unique connexion à la gare centrale.
Un grand centre commercial occupe le sous-sol.